# یرژی یوکیل
یرژی پاوو یوکیل (به انگلیسی: Jerzy Paweł Jokiel) ژیمناست زادهٔ ۹ اوت ۱۹۳۱ میلادی اهل کشور لهستان است.